# Finally Rollin 2
Finally Rollin 2 — дев'ятий сольний мікстейп американського репера Chief Keef, виданий 14 листопада 2015 р. Того ж дня вийшов третій студійний альбом Young Chop Finally Rich Too, назва якого у свою чергу покликається на дебютну платівку Кіфа Finally Rich (2012). 11 листопада оприлюднено треклист мікстейпу.
Гост: DJ Holiday. Мікстейп має золотий статус на DatPiff (за критеріями сайту) з понад 140 тис. завантажень.

## Список пісень
Версія для iTunes має іншу обкладинку й один додатковий трек під номером 14 («Madder»). Подальші пісні мають порядковий номер більший на одиницю.
| #   | Назва                     | Продюсер(и)/Оригінальні пісня й виконавець      | Тривалість |
| --- | ------------------------- | ----------------------------------------------- | ---------- |
| 1.  | «Stuntin Like My Mama»    | «Stuntin' Like My Daddy» (Birdman та Lil Wayne) | 2:54       |
| 2.  | «Foes»                    | Zaytoven                                        | 2:51       |
| 3.  | «Black Ops 3»             | Sonny Digital                                   | 3:38       |
| 4.  | «Law & Order»             | «ESPN» (Bankroll Fresh)                         | 2:52       |
| 5.  | «Who Dat»                 | «Who Dat» (Jeezy)                               | 3:49       |
| 6.  | «Obama»                   | Southside Metro Boomin                          | 3:45       |
| 7.  | «Flattered»               | Zaytoven                                        | 3:47       |
| 8.  | «Gettin Wild»             | Zaytoven                                        | 3:24       |
| 9.  | «Get Your Mind Right»     | «Get Ya Mind Right» (Jeezy)                     | 3:29       |
| 10. | «Chicago Zoo»             | «Atlanta Zoo» (Gucci Mane)                      | 3:26       |
| 11. | «Early Morning Gettin It» | «Early Morning Trapping» (OJ da Juiceman)       | 3:24       |
| 12. | «I'm da Man»              | «I'm da Man» (D4L)                              | 2:09       |
| 13. | «X»                       | «My X» (Rae Sremmurd)                           | 2:38       |
| 14. | «In Your Face»            | Southside TM88                                  | 3:06       |
| 15. | «Flex»                    | Mike WiLL Made-It                               | 2:49       |
| 16. | «Dismiss»                 | Zaytoven/«Change Up» (Rich Homie Quan)          | 3:21       |
| 17. | «Jumanji»                 | Metro Boomin Sonny Digital                      | 3:12       |
| 18. | «Where Ya At»             | «Where Ya At» (Future з участю Drake)           | 2:42       |

| Бонус-треки делюкс-видання | Бонус-треки делюкс-видання | Бонус-треки делюкс-видання              | Бонус-треки делюкс-видання |
| #                          | Назва                      | Продюсер/Оригінальні пісня й виконавець | Тривалість                 |
| -------------------------- | -------------------------- | --------------------------------------- | -------------------------- |
| 19.                        | «K»                        | «Squad Car» (Gucci Mane)                | 2:59                       |
| 20.                        | «Madder»                   | Zaytoven                                | 2:49                       |

| Бонус-трек Glo'd Up делюкс-видання | Бонус-трек Glo'd Up делюкс-видання | Бонус-трек Glo'd Up делюкс-видання |
| #                                  | Назва                              | Тривалість                         |
| ---------------------------------- | ---------------------------------- | ---------------------------------- |
| 20.                                | «All Money»                        | 3:28                               |